# Sammy Alex Mutahi
Sammy Alex Mutahi (ur. 1 czerwca 1989) – kenijski lekkoatleta, długodystansowiec.
Jego największym dotychczasowym osiągnięciem jest 3. miejsce w halowych mistrzostwach świata (2010). W 2009 podczas Światowego Finału IAAF w Salonikach zajął trzecie miejsce.
Kontrola antydopingowa przeprowadzona na mityngu Aviva w Glasgow 29 stycznia 2011 wykazała obecność u Mutahiego obecność zakazanej substancji, jego wynik na tych zawodach został anulowany, a na zawodnika nałożono karę publicznego ostrzeżenia.

## Rekordy życiowe
- bieg na 3000 metrów – 7:31,41 (2009)
- bieg na 5000 metrów – 13:00,12 (2010)
- bieg na 10 000 metrów – 27:12,42 (2007)
- bieg na 3000 metrów (hala) – 7:32,02 (2010)